# Soisalo
Soisalo (em finlandês:  Soisalo saari) é, segundo alguns critérios, a maior ilha da Finlândia e a maior ilha lacustre da Europa. Tem área de 1638 km² e fica situada na Savónia do Norte (antiga província da Finlândia Oriental), sendo rodeada pelos lagos Kallavesi, Suvasvesi, Kermajärvi, Ruokovesi, Haukivesi e Unnukka. Geograficamente, Soisalo, apesar de estar rodeada de água, não é tecnicamente uma ilha como tal, porque os lagos não estão ao mesmo nível. A maior diferença entre os lagos é de 6 m. Sääminginsalo, uma ilha muito próxima com 1069 km², está igualmente rodeada de lagos, mas todos ao mesmo nível. No entanto, Sääminginsalo está também em parte rodeada por um canal artificial, pelo que não pode ser considerada uma verdadeira ilha. Nesse caso, Fasta Åland, com 685 km², seria a mais extensa ilha da Finlândia.